# 利光春華
利光 春華（としみつ はるか、1983年6月17日 - ）は、日本の女性イラストレーター。東京都出身。2児の母。

## 略歴
1983年、東京都生まれ。埼玉県育ち。結婚後は東京都在住。
2004年、東洋美術学校 グラフィックデザイン科を卒業後、アパレル会社に勤務。アパレル会社に勤務時は、アパレルカタログの構成 / デザイン、誌面媒体 純広告 / 記事広告デザイン、Tシャツのプリントグラフィックデザインを担当。
同時期、個人名義でイラストレーターの活動を開始。"東京コレクション2005 S/S"で発表された、アパレルブランド「MULTIPLE MARMELADE」のショービジュアルに携わる。ファッションショーでは、ランウェイを歩くモデルの代わりに、段ボールに人のイラストを書いた"段ボールマネキン"を制作。また、同コレクション用にダイレクトメール（DM）制作、Tシャツに描き下ろしイラストを提供、コラボレーションを成功させた。
2008年、独立。映像（MV）制作、雑誌挿絵、書籍装丁、アパレルカタログ、アパレルのプリント / テキスタイルデザイン、ウェブページデザインなど、アパレル / ファッション / 美容系の仕事を数多く手掛ける。
2012年には、アーティストYOSHIKAと共に「ARMATEL(アマテル)」に参画、音楽活動のビジュアル・アートディレクションを担当。
絵の特徴は、髪の毛がふわふわとした愛らしい女の子のイラストレーションや、動物や植物たちがカラフルに表現されたユートピアのような世界を描くところにある。
2017年12月に初の著書となるビジュアルストーリーブック『Ribbon』（編集：上ノ空 日販アイ・ピー・エス）を刊行。本書籍は、企業カレンダーを制作した際に、その絵を気に入った元ダ・ヴィンチ編集長の横里隆から、本を作ってみないかという提案を受けて製作された。絵は、鳥が春夏秋冬を旅して最後には天空まで飛んでいくという内容で構成されている。

## 主な受賞歴
- 第1回 「10CARDS FOR MILANO SALONE」-「ナントカの森」入選
- 第133回 「THE CHOICE 服部一成審査」-「恋しい季節」準入選
- 第3回 「TIS（東京イラストレーターズ・ソサエティ）公募」-「笑うネコ、泣くイヌ」入選

## 主な活動履歴

### 2005年
- 東京コレクション2005 S/S「MULTIPLE MARMELADE×利光春華」として、段ボールマネキンの制作、Tシャツやスカートにイラストのテキスタイルが使用される。[3]

### 2008 - 2010年
- YOSHIKA「Storongly in story」 動画絵本制作
- 個展「不完全なモノたちの物語」YOSHIKA×利光春華ライブペイント
- YOSHIKA「I SING -LIVE BEST-」CDアルバム アートディレクション＆イラストレーション
- ホワイトルーム「WR」 ショーウィンドー＆コラボTシャツ[6]

### 2011年
- リンド「Lindo」 シーズンカタログ アートディレクション＆イラストレーション
- マガジンハウス 『an・an』-「心理テスト＆新占い」表紙＆誌面イラストレーション[7]

### 2012年
- 安田奈央「こたえ」CDジャケット
- サンエー・インターナショナル「ジル・スチュアート」 ショーウィンドー
- 北乃きい「2013カレンダー」

### 2013年
- 千趣会「しろくまのあくび」 スマートフォンスタンド[8]
- 講談社 「FRaU」 年間連載 イラストレーション 2013年11月 - 2014年10月
- 集英社 「MORE (雑誌)」 年間連載 イラストレーション 2013年11月 - 2014年10月
- マガジンハウス 「an・anプラス」-「キレイなカラダになる食べ方」表紙含む全ページ挿絵 イラストレーション[9]
- おはガール 「ちゅ!ちゅ!ちゅ! 夢ふうせん」CDアルバムジャケット
- THE ALFEE 「THE ALFEE Neo Universe 2013 ツアーパンプレット」[10]
- サザビーリーグ「Afternoon Tea 2013年春限定パッケージ」 イラストレーション[11]
- 世界文化社 「魂守りコトバ」 表紙含む全ページ挿絵 イラストレーション[12]
- 成美堂出版 「鏡リュウジの星告2014」全12星座（12冊） 表紙含む全ページ挿絵 イラストレーション[13]
- 資生堂「ヘア＆メイクアップアーティスト鎌田由美子×利光春華」 伊勢丹 新宿店にコラボ作品を展示
- 資生堂×伊勢丹 「2013年クリスマス限定のポーチ＆ミラー」

### 2014年
- ワコール 「ウェブ直接販売ストア」 年間連載 イラストレーション 2014年4月 - 2015年3月
- 産経新聞社 「メトロポリターナ」 年間連載 イラストレーション 2014年1月 - 2014年12月
- 相鉄ジョイナス「ジョイナス＆ザ・ダイヤモンド コスメショップフロア オープンキャンペーン」 館内用ポスター / デジタルサイネージ / リーフレット / ショッパーバッグを含む全告知媒体イラストレーション
- 初雁歯科クリニック ウェブサイトデザイン＆イラストレーション
- ジョア「JOIEカタログ」 イラストレーション
- 東京スイーツコレクション「東京スイーツコレクション 2014」 イラストレーション＆動画制作
- 世界文化社 「Dear Brides from TIFFANY Special Box ティファニーのウエディング&マナーレッスン」[14]

### 2015年
- ワコール 「ウェブ直接販売ストア」 年間連載 イラストレーション2015年4月 -
- 産経新聞社 「メトロポリターナ 年間連載」 イラストレーション 2015年1月 -
- CLUB ANTIQUE 「マジカルチョコリング」 商品包装紙＆店内装飾
- KADOKAWA 「上質な人はシンプルに暮らす」 表紙装丁＆挿絵イラストレーション[15]
- アトレ 「恵比寿アトレ 」-「2015 春キャンペーン」 館内用ポスター＆リーフレットを含む全ての紙媒体
- ベネッセコーポレーション 「たまひよSHOP」 表紙イラストレーション
- 産経新聞社「メトロポリターナ×映画「脳内ポイズンベリー」」 タイアップ イラストレーション[16]
- 統一超商股份有限公司 「私のきれい日記×HarukaToshimitsu」 コラボパッケージBOX デザイン＆イラストレーション
- INFASパブリケーションズ 「WWD Beauty×NASEED」 タイアップ
- マガジンハウス 「an・an×グリコ」 タイアップ[17]
- ビー・エヌ・エヌ新社 「モノクロ絵の世界」 イラストレーション＆インタビュー[18]
- パイインターナショナル「女性の心をつかむ! 広告コピーグラフィックス」表紙装丁＆挿絵イラストレーション[19]
- ソニー・デジタルエンタテインメント・サービス「PopCam（写真加工アプリ）」 スタンプ イラストレーション[20]
- オンワードホールディングス 「any SiS」 2015-16 秋冬カタログ＆ショッパーバッグ[21]

### 2016年
- 祥伝社「逃げ出したくなったら読む本」 表紙装丁＆挿絵イラストレーション[22]
- 東京ガールズコレクション実行委員会「TGC CAMPUS 2016 Spring Edition supported by beachwalkers.」 イラストレーション＆ポスター[23]
- 産経新聞社 「メトロポリターナ 年間連載」 イラストレーション 2016年1月 - 12月[22]
- 資生堂「The Collagen Enriched（ザ・コラーゲン エンリッチド）」パッケージデザイン[22]
- ワコール 「ウェブ直接販売ストア」 年間連載 イラストレーション 2016年4月 - 2017年3月[22]
- 美術手帖「美術手帖 2016年12月号 あなたの知らないニューカマー・アーティスト100」ロングインタビュー[24][25]

### 2017年
- マガジンハウス「an・an あなたの不安解消BOOK」表紙装丁＆挿絵イラストレーション[26]
- トヨタ自動車「TOYOTAオフィシャルカレンダー2017年度版」 イラストレーション＆カレンダー[27][23]
- 日販アイ・ピー・エス「Ribbon」利光春華 著書[28]
- 静岡東急スクエア「静岡東急スクエア」壁面ハンドペイント[29]

### 2018年
- 文響社「八重山おばぁのぬちぐすい うつくしく生きるちからと、いのちのくすり」表紙装丁＆挿絵イラストレーション[30]
- ハイサイド「AMPLEUR magazine」会報誌 2018年度 通期[31]
- ローソンHMVエンタテイメント「HMV&BOOKS HIBIYA COTTAGE」 店内装飾＆インスタレーション[32]
- 阪急西宮ガーデンズ「阪急西宮ガーデンズ 2018」年間 ポスター＆店内装飾[33]
- 資生堂「マシェリ」パッケージデザイン[33]
- オールハーツ・カンパニー「welcome to MAGICAL ANTIQUE WORLD」動画制作[34]
- オールハーツ・カンパニー「PINEDE」立体パッケージ＆バック 他[35][33]
- ローソンHMVエンタテイメント「HMV&BOOKS HIBIYA COTTAGE」 ギャラリー展示[32][36]
- ワタベウェディング『「ほぼ日手帳2019 weeks」×「ワタベウェディング」』表紙装丁＆挿絵イラストレーション[37]
- ハイサイド「AMPLEUR WEB」オンラインインタビュー[38]
- サザビーリーグ「Afternoon Tea TEAROOM 2018 秋限定デザイン」パッケージデザイン[39][40]

### 2019年
- 阪急西宮ガーデンズ「阪急西宮ガーデンズ 2019」年間 ポスター＆店内装飾[33]
- サザビーリーグ「Afternoon Tea TEAROOM 2019 春限定デザイン」パッケージデザイン＆ティーボトルデザイン[41]
- ベネッセコーポレーション TV番組「しまじろうのわお！」オープニングムービー＆番組内背景イラストレーション[41]
- オールハーツ・カンパニー「PINEDE」グラスデザイン[42]
- ワタベウェディング「「ほぼ日手帳2020 weeks」×「ワタベウェディング」」表紙装丁＆挿絵イラストレーション[43]
- 資生堂「TheCollagen」ウェブコンテンツ＆パッケージデザイン[41]
- 朝日新聞出版「AERA占いMOOK 恋と運命の占い20192019年下半期 運命の恋と結婚」表紙装丁＆挿絵イラストレーション[44]

### 2020年
- サザビーリーグ「Afternoon Tea TEAROOM 2020 春限定デザイン 第一弾」ステンレスボトル＆パッケージデザイン[45]
- オールハーツ・カンパニー「Heart Bread ANTIQUE ヴァレンタイン ギフトパッケージ」立体パッケージ＆パッケージデザイン[46]
- サザビーリーグ「Afternoon Tea TEAROOM 2020 春限定デザイン 第二弾」立体パッケージ＆パッケージデザイン[47]
- サザビーリーグ「Afternoon Tea TEAROOM × 利光春華」インタビュー[48]
- OPA「OPA 2020.Spring&Summer」ポスター[49]
- ファミリーマート「Afternoon Tea監修 あまおう苺 スイーツ5種」パッケージデザイン[50]
- OPA「OPA 2020 Summer SALE」ポスター＆館内サイネージムービー＆TV CM[51]
- ベネッセコーポレーション こどもちゃれんじ ミュージックムービー「ハッピーラッキークリスマス」イラストレーション[52]
- KADOKAWA 「西原愛香 引き寄せ卓上カレンダー2021」、「西原愛香 引き寄せ手帳 2021」 表紙装丁＆挿絵 全頁イラストレーション[53]
- JUN 「Life&Beauty by JUN ONLINE」サイト内コラム イラストレーション[54]
- 小田急SCディベロップメント 「本厚木ミロード 通期ビジュアル」ビル壁面大型看板イラストレーション[54]
- OPA「OPA 2020 CHRISTMAS」ポスター＆ムービー内イラスト[55]
- 阪神百貨店 冬ビューティ「私を磨くクリスマス」 WEBメインビジュアル イラスト[56]

### 2021年
- サザビーリーグ「Afternoon Tea TEAROOM 2021 春限定デザイン 第一弾」立体パッケージ＆パッケージデザイン[54]
- サザビーリーグ「Afternoon Tea TEAROOM 期間限定コンセプトショップ展開」イラスト展示＆立体デザイン[57]
- サザビーリーグ「Afternoon Tea TEAROOM 2021 春限定デザイン 第二弾」立体パッケージ＆パッケージデザイン[54]
- 阪神百貨店 春ビューティ「私にときめく春美容」 WEBメインビジュアル イラスト[58]
- ベネッセコーポレーション しまじろうクラブアプリ「ぷち English」、「ぽけっと English」オープニングムービー イラストレーション[59]、番組内舞台 イラストレーションペイント[60]、衣装製作[61]、通期 2021年4月～2022年3月 番組内小道具＆全イラストレーション[62]
- 日本文芸社 「オリジナルカード78枚ではじめる いちばんたのしい、タロット占い」タロットカード78枚 / ボックスデザインを含む アートディレクション[63]

### 2022年
- 小田急SCディベロップメント 「本厚木ミロード 40周年記念ビジュアル」イラストレーションデザイン および 特設ランディングページ＆ライブペイント[64]
- 小田急SCディベロップメント 「本厚木ミロード 通期ビジュアル」ビル壁面大型看板イラストレーション[65][66]
- 玄光社 「ファッションイラストレーション・ファイル2022 イラストレーターに聞く“５つの質問” 利光春華さん」インタビュー[67]
- レリアン 「ギフトボックス / ギフトバッグ」イラストレーション[68]
- DADACA 「CACAOCAT ギフトボックス」イラストレーション デザイン[69]
- 梅花幼稚園 「入園案内 パンフレット」 イラストレーション[70]

### 2023年
- 文藝春秋 「週刊文春WOMAN 2023春号」イラストレーション 挿絵
- DADACA 「こねこのこねこねクッキー缶」イラストレーション デザイン[71]
- 扶桑社 「下半期最強占い 愛と運命2023 – 表紙」 イラストレーション[72]
- CACAOCAT 「うさぎのマドレーヌ」 キャラクターデザイン
- サザビーリーグ「Afternoon Tea TEAROOM 2023 秋限定デザイン」立体パッケージ＆パッケージデザイン[73]
- Julius 「腕時計」イラストレーション[74]
- サザビーリーグ「Afternoon Tea TEAROOM Tea for Peace BOX」パッケージデザイン[75]
- ファミリーマート 「ファミマル　Afternoon Tea監修 焼き菓子」イラストレーション[76]
- 祥伝社 「やわらかい砂のうえ 著者:寺地はるな 文庫版」カバーイラストレーション[77]

### 2024年
- DADACA 「ALMONDOGS」パッケージデザイン[78]
- DADACA 「こねこのこねこねクッキー缶 Chocolate assort」パッケージデザイン[79]
- ホットライン 「こねこのこねこねクッキーマスコット（カプセルトイ）」イラストレーション[80]
- 甲子園短期大学 「甲子園短期大学 2025 パンフレット」イラストレーション[81]
- 利光春華デザイン Julius Robin WatchがMUSE Design Awardsで金賞を受賞[82]
- DADACA 「こねこのこねこねクッキー アイス 6種」パッケージデザイン[83]
- DADACA 「アニマルチョコレートシリーズ」パッケージデザイン[84]
- マガジンハウス 「Hanako No.1237 『京都、練り歩き。』」 イラストレーション 挿絵
- サザビーリーグ「Afternoon Tea TEAROOM 店舗インスタレーション」インスタレーション[85]
- LivelyLife 「スマートウォッチ」スマートウオッチ本体 / 壁紙 / BOX イラストレーション デザイン[86]
- PHP研究所 「あなたが気づかなかった花 著者:伊藤朱里 文庫版」 装画[87]

### 2025年
- ベネッセコーポレーション 「TVプログラム”しまじろうのわお！” 「ゆきゆきゆきだ　ゆきだるま」」タイトル＆背景イラストレーション
- 文藝春秋「マイ・ディア・キッチン 著者:大木亜希子」 装画[88]
- エムディエヌコーポレーション 「お菓子のデザイン イラストが目を引く缶・箱・包装紙の世界」 実績掲載